# DT-75
Der DT-75 (russisch ДТ-75) ist ein sowjetischer und später russischer Kettentraktor, der von 1963 bis 2015 im Wolgogradski Traktorny Sawod (dt. Wolgograder Traktorenwerk, kurz ВгТЗ bzw. WgTS) produziert wurde. Zudem fertigte auch das Pawlodarski Traktorny Sawod (kurz ПТЗ bzw. PTS) Fahrzeuge dieses Typs. Mit über 2,7 Millionen gebauten Exemplaren ist er einer der am häufigsten gebauten Traktoren der Sowjetunion beziehungsweise Russlands.

## Fahrzeuggeschichte

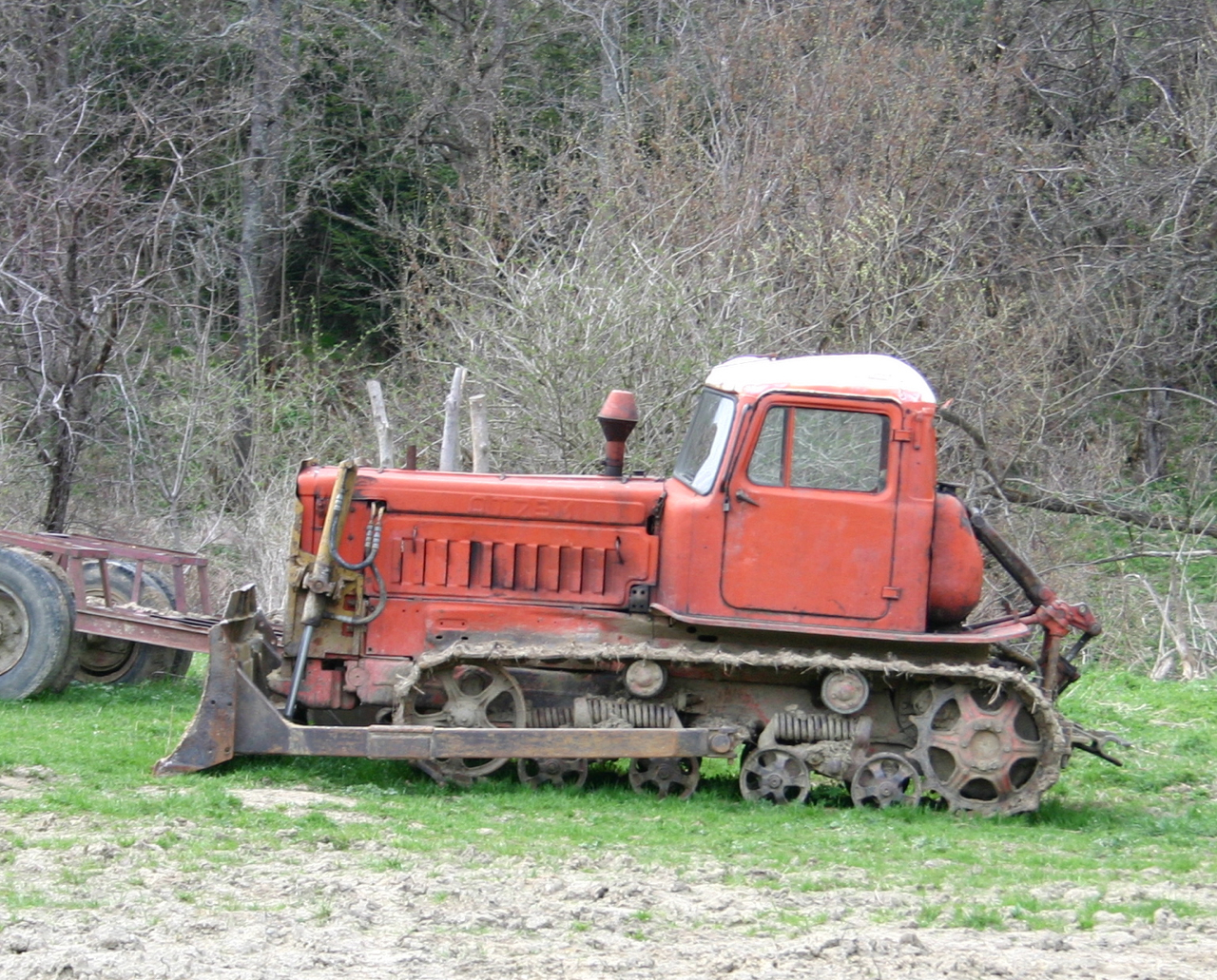
Ein DT-75 oder DT-75M aus der frühen Fertigung mit runder Kabine und Motorhaube in Polen (2011)

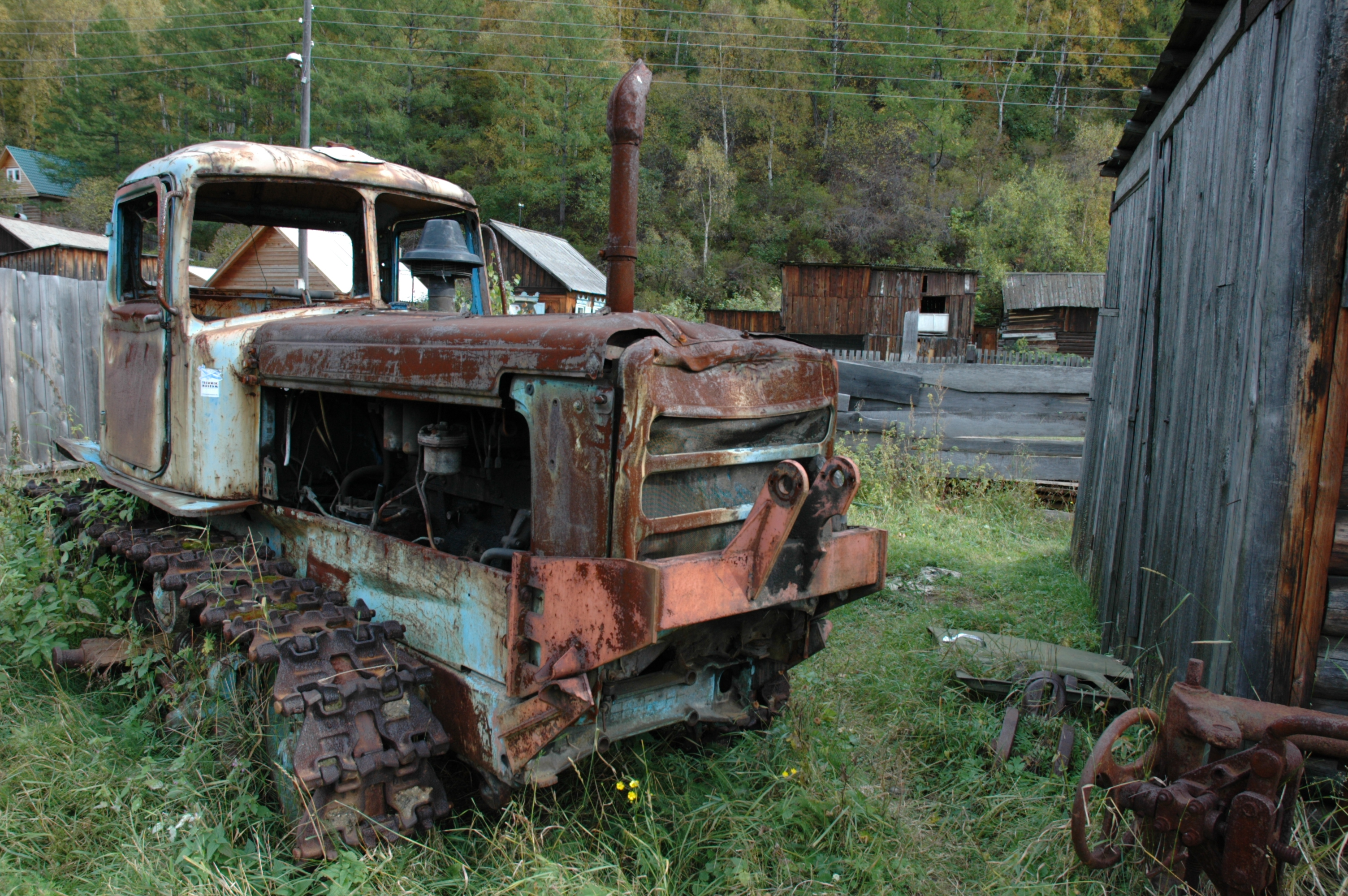
DT-75 aus der Fertigung in Pawlodar in Listwjanka. Noch mit alter Kabine (2008)

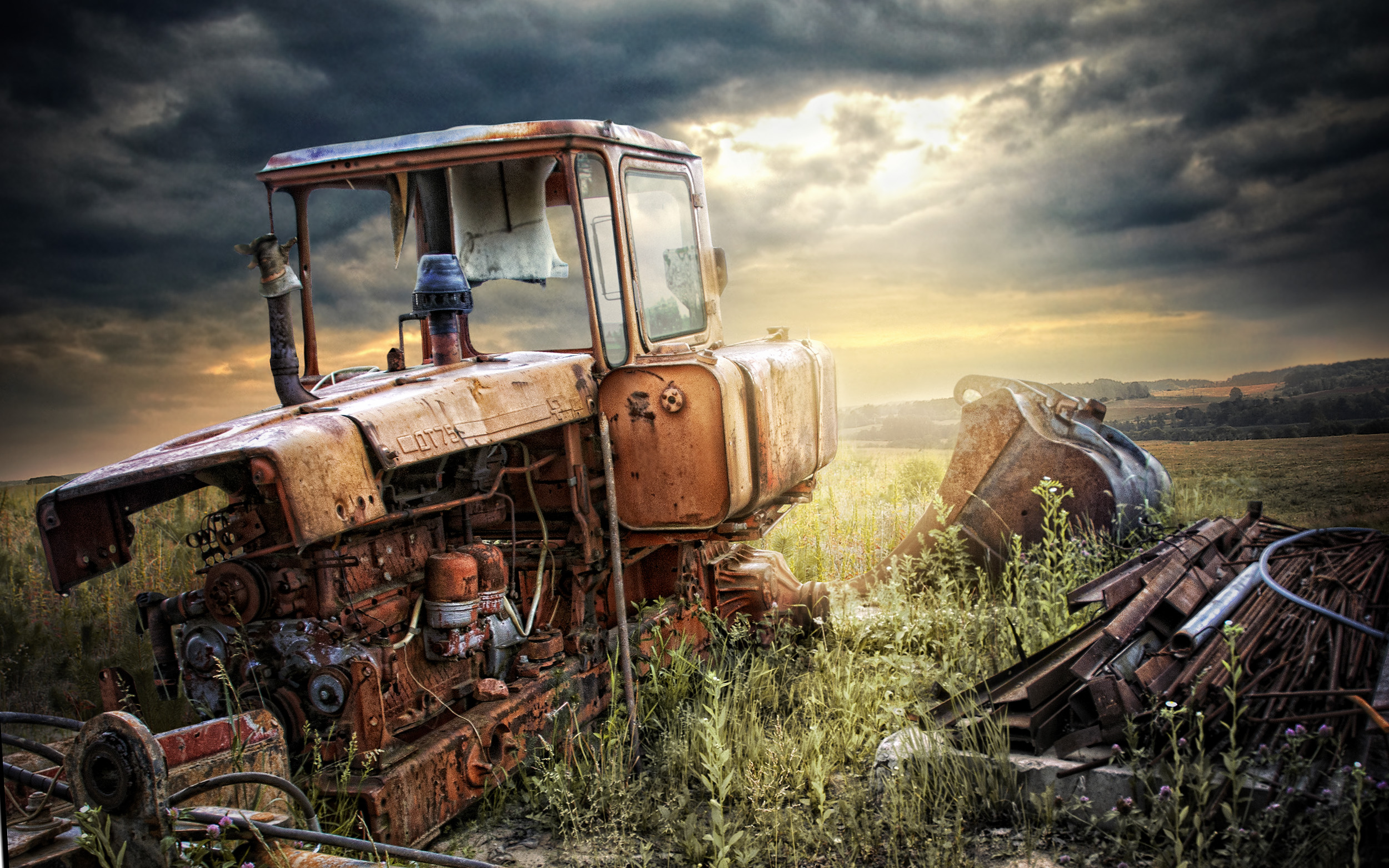
Wrack eines DT-75 neueren Baujahres, Aufnahme als HDR-Bild (2011)

Erste Prototypen des DT-75 wurden im damals noch Stalingradski Traktorny Sawod imeni F. E. Dserschinskowo genannten Traktorenwerk im Jahr 1956 gebaut. Die Entscheidung, das Fahrzeug in Serie zu bauen, fiel 1960. 1961 wurde das Werk in Wolgogradski Traktorny Sawod umbenannt, da auch Stalingrad im Rahmen der Entstalinisierung in Wolgograd umbenannt wurde.
Die Angaben, wann die Serienfertigung letztlich begann, schwanken zwischen 1962 und 1963. Der DT-75 ersetzte in Wolgograd den zuvor gebauten DT-54. Ab 1966 wurde eine überarbeitete Version unter der Bezeichnung DT-75M gebaut, die eine Motorleistung von 90 PS (66 kW) hat. 1968 begann das neu errichtete Pawlodarski Traktorny Sawod in Pawlodar, Kasachstan, mit der Fertigung der Traktoren. Bis Mitte der 1980er-Jahre lief dort der Typ DT-75M von den Bändern. Zu erkennen sind die Fahrzeuge am Schriftzug „Kasachstan“ an der Stelle der Motorhaube, an der normalerweise 'DT-75' eingeprägt ist.
In den 1970er-Jahren wurde das Design des Fahrzeugs grundlegend überarbeitet. Die Kabine und die Motorhaube wurden durch rechteckige Fabrikate ersetzt. Außerdem entstanden bis in die 1990er-Jahre hinein diverse Versionen mit kleinen Abwandlungen. Sie wurden als DT-75B, DT-75N, DT-75S usw. bezeichnet und unterschieden sich häufig durch angebaute Zusatzgeräte, die Motorisierung oder die Hydraulikanlage. Auch das Pawlodarer Werk fertigte ab Mitte der 1980er-Jahre andere Versionen, zum Beispiel den DT-75ML mit rechteckiger Kabine. Diese wurden dafür nicht in Wolgograd gebaut. 1984 erreichte die Fertigung mit 55.000 Traktoren alleine in Pawlodar ihren Höhepunkt. Nach dem Zerfall der Sowjetunion brach der Absatz zusammen. 1997 wurden nur noch knapp 1900 Fahrzeuge aus der Fertigung von PTS abgesetzt.
Bis 1995 wurden insgesamt 2.514.800 Traktoren vom Typ DT-75 gebaut. Davon entfielen 862.300 auf Pawlodar und 1.652.500 auf die Fertigung des Wolgograder Werks. Während das Werk in Pawlodar sich von den wirtschaftlichen Schwierigkeiten nach dem Zusammenbruch der Sowjetunion nie erholte und 2005 endgültig insolvent war, wurde der DT-75 in überarbeitetem Design in Wolgograd noch bis 2015 gebaut. Damit war der Traktor mehr als ein halbes Jahrhundert in Serienproduktion. Bis 2009 stieg die insgesamt produzierte Stückzahl auf über 2.714.000 an.
Sowohl die Urversion DT-75 mit runder Kabine als auch der DT-75M mit eckigem Fahrerhaus kamen in die Deutsche Demokratische Republik. Letzterer teilweise mit speziellem Kriechganggetriebe mit 16 Schaltstufen im Bereich bis 4,74 km/h. Ende 1988 hatten die landwirtschaftlichen Produktionsgenossenschaften in der DDR 846 Maschinen im Bestand, wobei der Hauptanteil von 541 Stück zwischen 1981 und 1985 beschafft wurde.

## Technische Daten
Die nachfolgenden Daten sowie die Daten in der Infobox beziehen sich auf Fahrzeuge vom Typ DT-75, wie sie ab 1963 in der ersten Generation gebaut wurden. Die Daten der Fahrzeuge, wie der Hersteller sie heute baut, weichen davon in einigen Punkten ab. Die mit einem * versehenen Angaben beziehen sich auf Fahrzeuge etwas späterer Baujahre.
- Motor: Vierzylinder-Reihenmotor
- Arbeitsprinzip: Viertakt-Dieselmotor
- Motortyp: SMD-14
- Leistung: zunächst 75 PS (55 kW) bei 1700 min−1, später 80 PS (59 kW)
- Hubraum: 6333 cm³
- Bohrung: 120 mm
- Hub: 140 mm
- spezifischer Kraftstoffverbrauch: 195 g/PSh
- Tankinhalt: 245 l
- Anlasser: Einzylinder-Zweitakt-Ottomotor Typ PM-10M-2 mit Elektroanlasser
- Getriebetyp: handgeschaltetes Getriebe mit sieben Vorwärts- und einem Rückwärtsgang
- teilweise zusätzlich Drehmomentwandler verbaut
- Höchstgeschwindigkeiten bei Standardgetriebe:
  - vorwärts: 5,15–10,85 km/h
  - rückwärts: 4,41 km/h
- Zugkraft: maximal 29,4 kN
- Zapfwelle mit 540 min−1
- Heckhydraulik standardmäßig, zusätzlich auch vorne (für Planierschild)

Abmessungen und Gewichte
- Länge: 3480 mm*
- Breite: 1890 mm*
- Höhe: 2650 mm*
- Bodenfreiheit: 376 mm*
- Spurweite: 1330 mm
- Radstand zwischen den Kettenrädern: 1612 mm
- Kettenbreite: 390 mm*
- Gewicht: 5750 kg
- spezifischer Bodendruck: 0,44 kg/cm²